# 邢中和
邢中和（?—?），北宋司天监官员。
大中祥符二年（1009年），翰林天文邢中和上言：“景德年间，周伯星出现在亢宿下方。按《天文志》，角宿、亢宿是太山之根，果然符合上空封域的示应。希望在亲郊日在亢宿之间特设周伯星的神位。”宋真宗下诏让礼官与司天监定议，他们说：“周伯星出现在氐宿三度，亢宿、氐宿相去不远，都是郑地的分野。兖州，是寿星的分野，应该按照邢中和所奏，设位在氐宿之间，以为定式。”
乾兴元年（1022年），宋真宗驾崩后，刘太后以雷允恭为山陵都监。雷允恭驰马至陵下，司天监邢中和对他说：“现在山陵向上百步，利于子孙，类似汝州秦王（赵廷美）坟。”雷允恭说：“为什么不移陵过去？”邢中和说：“恐怕之下有石头与水。”雷允恭说：“皇帝没有其他儿子，就像秦王坟，有何不可？”邢中和说：“山陵事情重大，巡行考察，耗费时间，恐怕赶不上七月的期限。”雷允恭说：“尽管移到上面，我走马入见太后进言。”。 最后上穴果然有石头，石尽水出，工人得疫，没有完工。夏守恩上奏参劾。雷允恭最后以此事和坐盗金宝赐死，籍没其家。邢中和放流沙门岛。丁谓流放海南岛